# إبراهيم الصحن
إبراهيم الصحن مخرج مصري متخصص في الإخراج الدرامي في التلفزيون. أخرج عدة مسلسلات تعتبر من الأعمال الكلاسيكية التلفزيونة وتساهم في تاريخ التلفزيون المصري والعربي. ومنها اللص والكلاب وبوابة الحلواني بأجزائها الثلاثة.

## أعمال أخرى قام بإخراجها
مسلسل الآذان في مالطا عام (1993) وأحزان نوح عام (1991) والعطش عام (1974) والذين يحترقون (1977) والرجل ذو الخمسة وجوه (1969) وفيلم 3 قصص عام (1968). 